# 趙介
趙介（?—1389年），字伯貞。明朝番禺人。
生年不詳。博通諸經及釋老之書。工詩，有“吳蠶朝食葉，漢馬夕歸營”之句。元末，與孫蕡等俱受何真禮遇，號廣中五先生。閉户讀書，不求仕进，终生为布衣。洪武二十二年（1389年），因事被誣，逮赴京師。後無罪南還，卒於南昌舟次。其子赵纯贵显，被追赠为监察御史。著有《臨清集》。嘉靖四十四年（1565年）閩人陳暹編纂《南園五先生集》。